# Jordan Popjordanow
Jordan Popjordanow, znany również jako Orce (bułg. Йордан Попйорданов; mac. Јордан Поп Јорданов; ur. 1881 w Wełes zm. 17 kwietnia 1903 w Salonikiach) – bułgarski rewolucjonista i anarchista w tureckiej Macedonii. Uważany jest za etnicznego Macedończyka w Macedonii Północnej.
Po ukończeniu bułgarskiej męskiej szkoły średniej w Salonikach związał się z Gemidži, którzy wiosną 1903 rozpoczęli serię zamachów bombowych w stolicy osmańskiej Macedonii – Salonikach. Celem działań było zwrócenie uwagi świata na warunki panujące w Macedonii. Jednym z wybranych budynków był francuski Bank Osmański, do którego Orce został przydzielony, miał on wysadzić podziemne przejście wykopane kilka tygodni wcześniej przez Gemidzhii. Zginął w eksplozji 17 kwietnia 1903.